# Alpraham
Alpraham est un village et une paroisse civile d'Angleterre située dans le comté de Cheshire.
Alpraham est situé sur la route A51, entre Nantwich et Chester.